# Панбанг
Панбанг (англ. Panbang) — селище на півдні Бутану. Розташований в дзонгхагі Жемганг, недалеко від кордону з Індією.
Тут немає дороги, що з'єднує Панбанг з іншими частинами Бутану, за винятком нерівної дороги, що веде в Королівський національний парк Манас. Щоб дістатися до таких прикордонних місць, як Гелепху, Пхунчолінг, Самдруп-Джонгхар і Нганглам, доводиться користуватися дорогою через Індію, де люди часто застряють в дорозі через несподівані страйки, що створює ризик для мандрівників. Однак, у зв'язку з триваючим будівництвом швидкісної дороги Гомпху-Панбанг, жителі Панбанга очікують, що транспорт стане краще і безпечніше. Панбанг служить основним торговим районом для жителів чотирьох гевогів під управлінням Панбанг Дунгхаг (районного начальника). В даний час Панбанг оснащений сучасними зручностями. 
З ростом числа дітей, які кинули школу, в Панбангі з'являються молоді і працьовиті підприємці, що пропонують різні ідеї, такі як органічне землеробство, рафтинг, розведення курей, свинарство, рибальство і т. д. Перша школа була заснована в 1979 році як початкова, а тепер переведена в середню школу. У 2009 році середня школа була відкрита в Тінлейгангу (близько 3 км від Панбанга). У Панбангу досить хороші медичні установи, і тільки в 2009 році в цьому районі запрацював мобільний зв'язок, хоча люди користувалися телефонним зв'язком. Зима — найкращий час для відвідування Панбанга, в цей час він стає дуже жвавим через сезон аукціону апельсинів.
На політичних виборах 2013 року кандидатами від Панбанга є представники різних професій. Колишній міністр праці та соціального забезпечення Дорджі Вангді представляє Друк Фуенцум Чогпа. Старший вчитель середньої школи Жемганга Рінчен Черінг представляє Друк Ньямруп Чогпа. А кандидатом від Друк Мангсуй Чогпа є Сангай Дорджі, колишній кандидат, який брав участь в останніх виборах в НС в 2008 році. У Панбангу є і наймолодші кандидати, відомі своєю силою і представляють молодь з Друк Чірванг Чогпа, Тензін Джамтшо — першокурсник.
У недавньому первинному турі виборів Дорджі Вангді від ДПТ отримав 1580 голосів. Кандидат від НДП Сангай Дорджі отримав 839 голосів, за ним слід Рінчен Тшерінг, який отримав 605 голосів, кандидат від ДНТ. ДКТ отримала 136 голосів.

## Географія і клімат
Панбанг знаходиться на висоті 214 м над рівнем моря, а його населення становить 1 360 осіб.
Місцевість навколо Панбанга в основному гориста, але найближчі околиці горбисті. Панбанг розташований внизу в долині. Найвища точка поблизу — 1554 м над рівнем моря, в 3,1 кілометрах на північний захід від Панбанга. територія навколо Панбанга досить малонаселена, 39 жителів на кв². Поблизу немає інших населених пунктів.
Територія навколо Панбанга в основному покрита вічнозеленим листяним лісом. Клімат в районі вологий і субтропічний. Середньорічна температура в районі становить 19 °C. Найспекотніший місяць — травень, коли середня температура становить 22 °C, а найхолодніший — січень, 14 °C. Середньорічна кількість опадів становить 2 676 мм. Найбільш дощовий місяць — червень, в середньому 707 мм опадів, а найсухіший — листопад, 1 мм опадів.